# Coppa della Germania Est 1971-1972

## Primo turno
11-15 agosto 1971
| Squadra 1                        | Risultato        | Squadra 2                         |
| -------------------------------- | ---------------- | --------------------------------- |
| BSG Stahl Eisenhüttenstadt*      | 2:0              | BSG KKW Nord Greifswald           |
| BSG Wismut Pirna-Copitz*         | 3:2              | BSG Wismut Gera                   |
| BSG Chemie Schwarza*             | 0:11             | FC Rot-Weiß Erfurt                |
| BSG Motor Schwerin*              | 1:2              | BSG Stahl Brandenburg             |
| BSG KKW Nord Greifswald II*      | 0:0dts (1:4 E.)  | BSG Post Neubrandenburg           |
| ASG Vorwärts Neubrandenburg*     | 3:2              | FC Hansa Rostock II               |
| BSG Motor Hennigsdorf*           | 0:3              | SG Dynamo Schwerin                |
| TSG Stollberg*                   | 0:1              | SG Dynamo Dresden II              |
| BSG EAB 47 Lichtenberg*          | 4:1              | TSG Wismar                        |
| BSG Motor/Vorwärts Oschersleben* | 1:2              | Berliner FC Dynamo II             |
| BSG Aktivist Schwarze Pumpe*     | 2:3dts           | FC Vorwärts Frankfurt/Oder II     |
| BSG Chemie Bitterfeld*           | 1:3dts           | BSG Lokomotive Stendal            |
| BSG Motor Weimar*                | 1:1dts (4:5 dcr) | ASG Vorwärts Meiningen            |
| BSG Motor Grimma*                | 0:1              | BSG Motor Wema Plauen             |
| ESKA Hildburghausen*             | 0:3              | BSG Sachsenring Zwickau II        |
| SG Dynamo Eisleben               | 1:3              | BSG Chemie Leipzig                |
| FSV Lokomotive Dresden           | 1:2              | BSG Energie Cottbus               |
| BSG Motor Steinach               | 1:0              | BSG Chemie Wolfen                 |
| BSG Chemie Böhlen                | 2:1              | FC Carl Zeiss Jena II             |
| ASG Vorwärts Cottbus             | 2:0              | BSG Motor Warnowwerft Warnemünde  |
| BSG Chemie Leipzig II            | 1:3              | Hallescher FC Chemie II           |
| BSG Motor Nordhausen West        | 3:1              | BSG Aktivist Kali Werra Tiefenort |
| BSG Chemie Glauchau              | tavolino         | -                                 |

*vincitori coppe distrettuali

## Turno eliminatorio
2 ottobre 1971
| Squadra 1              | Risultato | Squadra 2                    |
| ---------------------- | --------- | ---------------------------- |
| BSG Stahl Brandenburg  | 0:2       | ASG Vorwärts Neubrandenburg* |
| BSG Lokomotive Stendal | 2:1       | BSG Stahl Eisenhüttenstadt*  |
| FC Rot-Weiß Erfurt     | 4:1       | BSG Motor Steinach           |
| SG Dynamo Dresden II   | 4:0       | BSG EAB 47 Lichtenberg       |
| BSG Energie Cottbus    | 2:3dts    | BSG Chemie Glauchau          |

* vincitori coppe distrettuali

## Secondo turno
20 e 21 novembre 1971 
| Squadra 1                     | Risultato | Squadra 2                |
| ----------------------------- | --------- | ------------------------ |
| ASG Vorwärts Neubrandenburg*  | 1:2       | FC Hansa Rostock         |
| BSG Wismut Pirna-Copitz*      | 0:4       | BSG Wismut Aue           |
| ASG Vorwärts Cottbus          | 0:2       | SG Dynamo Dresden        |
| BSG Lokomotive Stendal        | 1:4       | ASG Vorwärts Stralsund   |
| Berliner FC Dynamo II         | 0:1       | BSG Stahl Riesa          |
| FC Vorwärts Frankfurt/Oder II | 0:2dts    | 1. FC Lokomotive Leipzig |
| BSG Sachsenring Zwickau II    | 0:3       | FC Carl Zeiss Jena       |
| BSG Chemie Glauchau           | 1:3       | Hallescher FC Chemie     |
| SG Dynamo Dresden II          | 2:3       | Union Berlino            |
| BSG Motor WeMa Plauen         | 1:2       | BSG Sachsenring Zwickau  |
| BSG Post Neubrandenburg       | 1:2       | Berliner FC Dynamo       |
| BSG Chemie Böhlen             | 0:2       | FC Karl-Marx-Stadt       |
| BSG Motor Nordhausen West     | 2:8       | 1. FC Magdeburg          |
| SG Dynamo Schwerin            | 5:6dts    | FC Vorwärts Frankfurt/O. |
| Hallescher FC Chemie II       | 0:2       | FC Rot-Weiß Erfurt       |
| ASG Vorwärts Meiningen        | 1:0       | BSG Chemie Leipzig       |

* vincitori coppe distrettuali

## Ottavi di finale
5 e 6  febbraio 1972
| Squadra 1                | Risultato | Squadra 2                |
| ------------------------ | --------- | ------------------------ |
| FC Rot-Weiß Erfurt       | 0:1dts    | SG Dynamo Dresden        |
| Berliner FC Dynamo       | 6:0       | ASV Vorwärts Meiningen   |
| BSG Stahl Riesa          | 2:3       | FC Vorwärts Frankfurt/O. |
| Hallescher FC Chemie     | 2:4       | FC Karl-Marx-Stadt       |
| 1. FC Lokomotive Leipzig | 1:3       | FC Carl Zeiss Jena       |
| Union Berlino            | 1:3       | 1. FC Magdeburg          |
| BSG Wismut Aue           | 4:0       | ASG Vorwärts Stralsund   |
| FC Hansa Rostock         | 2:3       | BSG Sachsenring Zwickau  |

## Quarti di finale
12 aprile 1972
| Squadra 1                | Risultato | Squadra 2          |
| ------------------------ | --------- | ------------------ |
| FC Vorwärts Frankfurt/O. | 1:3       | SG Dynamo Dresden  |
| BSG Wismut Aue           | 2:5dts    | FC Carl Zeiss Jena |
| BSG Sachsenring Zwickau  | 1:0       | 1. FC Magdeburg    |
| FC Karl-Marx-Stadt       | 1:0       | Berliner FC Dynamo |

## Semifinali
29 aprile 1972
| Squadra 1          | Risultato | Squadra 2               |
| ------------------ | --------- | ----------------------- |
| SG Dynamo Dresden  | 5:2       | BSG Sachsenring Zwickau |
| FC Carl Zeiss Jena | 1:0       | FC Karl-Marx-Stadt      |

## Finale
| Clubs              | FC Carl Zeiss Jena - SG Dynamo Dresden |
| Risultato          | 2-1 |
| Data               | 14 maggio 1972 |
| Stadio             | Zentralstadion |
| Arbitro            | Günter Männig, Böhlen |
| Marcatori          | 0-1 Dörner (22), 1-1 P. Ducke (45), 2-1 P. Ducke (55) |
| FC Carl Zeiss Jena | Wolfgang Blochwitz – Peter Rock – Gerhard Hoppe, Konrad Weise, Lothar Kurbjuweit – Harald Irmscher, Martin Goebel, Rainer Schlutter – Norbert Schumann (66. Dieter Scheitler), Peter Ducke, Eberhard Vogel. All. Hans Meyer                  |
| SG Dynamo Dresden  | Claus Boden – Joachim Kern – Frank Ganzera, Klaus Sammer, Siegmar Wätzlich – Reinhard Häfner (75. Horst Rau), Hans-Jürgen Dörner, Hans-Jürgen Kreische – Gert Heidler, Eduard Geyer, Rainer Sachse (46. Frank Richter). All. Walter Fritzsch |

### Campioni
| Coppa della Germania Est 1971-1972 |
| ---------------------------------- |
| FC Carl Zeiss Jena secondo titolo  |